# 큰 언니 (1994년 드라마)
《큰 언니》는 1994년 10월 31일부터 1995년 4월 15일까지 방영된 MBC 아침 드라마로, 당시 불륜 장면 논란으로 인해 기획단계에서 파기된 〈혼자 눈뜨는 아침〉 대신에 긴급 투입된 작품이다.

## 등장 인물
- 이아로 : 상희 역
- 정동환 : 서강욱 역
- 김보연 : 하란 역
- 이주경 : 상미 역
- 전미선 : 상아 역
- 이정규 : 상수 역
- 박혜란
- 이일웅 : 갑득 역
- 서우림 : 여주댁 역
- 김화영
- 김승욱
- 이성재 : 임정호 역
- 설경구 : 임정호의 고교 동창 역
- 김나우
- 박루시아
- 황우연
- 김세민

## 참고 사항
- 드라마 속 갈등을 표현하는 수단으로 음주 장면이 지나치게 과장되어 있다는 지적이 있었다.[1]

## 참고 문헌
- 폐지드라마 대신 긴급투입 관련 기사